# Pangermanismo
Per pangermanismo (o pangermanesimo) si intende l'aspirazione ad unificare politicamente tutte le popolazioni di stirpe e lingua tedesca, che iniziò a diffondersi nel XIX secolo a seguito delle guerre rivoluzionarie francesi.

## Descrizione
Era basato su alcune peculiarità tedesche:
- A differenza di quanto accaduto in Gran Bretagna e Francia, le persone di lingua tedesca non ebbero un vero e proprio Stato nazionale fino al 1871.
- Le zone abitate da etnie di lingua tedesca non avevano confini precisi, soprattutto per quanto riguarda i limiti tra lingua tedesca e lingue slave.
- Costituiva un problema di primo piano il destino dell'Austria, stato in origine di lingua tedesca ma diventato entità multilingue grazie alla sua espansione territoriale. C'era infatti l'opzione di includerlo in una Grande Germania oppure di lasciargli percorrere una via a parte.

Dopo il crollo dell'Impero di Napoleone Bonaparte, le organizzazioni pangermaniche alimentarono un vero e proprio movimento politico, che ben presto diede origine a due fazioni:
- i grandi tedeschi, fautori di una unificazione guidata dagli Asburgo d'Austria;
- i piccoli tedeschi, che caldeggiavano l'unificazione sotto la corona prussiana, appoggiati dal cancelliere prussiano Otto von Bismarck.

Questi ultimi ebbero la meglio dopo la schiacciante vittoria prussiana ottenuta nella battaglia di Sedan del 1870 sui francesi, che permise la nascita del Secondo Reich ("Secondo Impero") sotto Guglielmo I di Hohenzollern, ex re di Prussia.
Il Secondo Reich si caratterizzò per il forte militarismo e la volontà di assurgere a potenza di rango uguale a quello dell'Impero britannico. La sanguinosa sconfitta subita nella prima guerra mondiale e l'umiliante trattato di pace firmato a Versailles nel 1919 sancirono la fine dell'Impero guglielmino, ma non dell'ideologia pangermanica.
Adolf Hitler fece del pangermanesimo uno dei pilastri fondamentali della propaganda nella Germania nazista. Fu la presunta intenzione di "riunire il popolo tedesco" a giustificare le annessioni dell'Austria, dei Sudeti e successivamente di Boemia e Moravia (1938-1939).
Con il nazismo, la teoria del pangermanesimo si sarebbe poi legata a quella dello spazio vitale.
L'ideologia del pangermanesimo con la sua esaltazione della razza tedesca produsse una diffusione dell'antisemitismo come dimostrano la Società Thule od ideologi quali Arthur de Gobineau e Felix Dahn.